# Funatics Software
Funatics Software – niemiecki producent i wydawca gier komputerowych z siedzibą w Schermbeck. Jest twórcą m.in. serii Cultures oraz Valhalla Hills.

## Historia

### Funatics Development
Studio zostało założone w 1998 w Oberhausen w Niemczech przez byłych pracowników Blue Byte – Thomasa Friedmanna, Thorstena Kneisela i Thomasa Häusera.
Debiutem studia w branży gier komputerowych było wydanie adaptacji gry planszowej Osadnicy z Catanu. Rok później Funatics wraz z Joymanią Entertainment stworzył strategiczną grę czasu rzeczywistego zatytułowaną Cultures, która zapoczątkowała cykl kilku gier. Seria okazała się sukcesem komercyjnym – sprzedano ponad 700 tys. egzemplarzy.
W maju 2000 ogłoszono, że 75% akcji Funatics zostało wykupionych przez phenomedia AG – nowego właściciela młodego studia. Dwa lata później, phenomedia, wskutek narastających problemów finansowych, ogłosiła upadłość, a to z kolei przełożyło się na kłopoty finansowe Funatics. W czerwcu 2002 przedsiębiorstwo złożyło do sądu wniosek o upadłość, zapewniając media, że wciąż pozostaje aktywne.
Miesiąc później, Funatics Development przestało istnieć.

### Funatics Software
Dwa miesiące później, we wrześniu 2002 r. na szczątkach Funatics Development powstało Funatics Software, gdzie w skład zespołu weszła duża część pracowników upadłego studia. W kolejnych latach, firma rozpoczęła współpracę z Blue Byte oraz Ubisoftem,
W sierpniu 2007 r. pojawiły się pogłoski, iż Funatics miało być odpowiedzialne za stworzenie czwartej części serii Gothic, lecz informacja ta została, niedługo później, zdementowana.
Pod koniec 2008 r. firma rozpoczęła ekspansję na rynek gier przeglądarkowych.
W styczniu 2015 r. ogłoszono współpracę z Daedalic Entertainment, której owocem było wspólne wydanie najnowszej produkcji studia, Valhalla Hills.
W marcu 2016 Funatics dołączyło do InnoGames, przenosząc swoją siedzibę do Schermbeck, zaś Thomas Friedmann objął stanowisko dyrektora zarządu w Innogames Düsseldorf. Dwa lata później, w czerwcu decyzją firmy-matki oddział liczący 29 osób został zamknięty. Jako przyczynę wskazano problemy ze wsparciem zespołu, wynikające z dużej odległości pomiędzy Hamburgiem (siedzibą InnoGames) a Düsseldorfem, gdzie od listopada 2017 pracowano nad nową grą. Wszystkie prace projektowe zostały przeniesione do Hamburga.

## Wyprodukowane gry[15][2]
| Tytuł                                  | Rok                       | Wydawca                   | Platforma                                              | Uwagi                             |
| jako Funatics Development              | jako Funatics Development | jako Funatics Development | jako Funatics Development                              | jako Funatics Development         |
| -------------------------------------- | ------------------------- | ------------------------- | ------------------------------------------------------ | --------------------------------- |
| Catan: Pierwsza wyspa                  | 1999                      | Ravensburger Interactive  | Microsoft Windows                                      |                                   |
| Cultures                               | 2000                      | THQ                       | Microsoft Windows                                      | we współpracy ze studiem Joymania |
| Cultures – The Revenge of the Rain God | 2001                      | THQ                       | Microsoft Windows                                      | Dodatek do gry                    |
| Zanzarah: The Hidden Portal            | 2002                      | THQ                       | Microsoft Windows                                      |                                   |
| Cultures II: Bramy Asgardu             | 2002                      | JoWooD Entertainment      | Microsoft Windows                                      |                                   |
| jako Funatics Software                 |                           |                           |                                                        |                                   |
| Wyprawa na Północ                      | 2002                      | GMX Media                 | Microsoft Windows                                      |                                   |
| Ósmy cud świata                        | 2003                      | GMX Media                 | Microsoft Windows                                      |                                   |
| Cultures – The Adventure Box           | 2003                      | Funatics                  | Microsoft Windows                                      |                                   |
| Cultures – The Saga                    | 2003                      | Funatics                  | Microsoft Windows                                      |                                   |
| The Settlers: Dziedzictwo królów       | 2004                      | Ubisoft                   | Microsoft Windows                                      | we współpracy z Blue Byte         |
| The Settlers II: 10-lecie              | 2006                      | Ubisoft                   | Microsoft Windows                                      |                                   |
| ParaWorld                              | 2006                      | Sunflowers                | Microsoft Windows                                      | we współpracy z SEK.ost           |
| The Settlers: Narodziny kultur         | 2008                      | Ubisoft                   | Microsoft Windows                                      |                                   |
| Tom Clancy's EndWar                    | 2008                      | Ubisoft                   | Nintendo DS, PlayStation Portable                      |                                   |
| Cultures Online                        | 2010                      | Funatics, gamigo          | iOS, gra przeglądarkowa                                |                                   |
| UFO Online: Fight for Earth            | 2011                      | gamigo                    | gra przeglądarkowa                                     |                                   |
| Patrician Online                       | 2011                      | gamigo                    | gra przeglądarkowa                                     | we współpracy z Gaming Minds      |
| Wickie Online                          | 2014                      | gamigo                    | gra przeglądarkowa                                     | we współpracy ze Studio100        |
| Panzer General Online                  | 2014                      | gamigo                    | gra przeglądarkowa                                     | we współpracy z Blue Byte         |
| Valhalla Hills                         | 2015                      | Daedalic Entertainment    | Microsoft Windows, Xbox One, PlayStation 4, iOS, MacOS |                                   |
| Flee, man! The zombie runner           | 2015                      | Funatics                  | Android                                                |                                   |

## Anulowane projekty
- Joshua: The Seals of Darkness (2003)[20]